# Ernst Melkersson
Ernst Gustaf Melkersson, född 22 januari 1898 i Örebro, död 2 december 1932 i Göteborg, var en svensk läkare. Han beskrev 1928 det som senare kom att kallas Melkersson-Rosenthals syndrom.
Efter studentexamen i Örebro 1916 blev Melkersson medicine kandidat vid Uppsala universitet 1919, medicine licentiat vid Karolinska Institutet i Stockholm 1924 och medicine doktor med docentbetyg vid Uppsala universitet 1932. Han var underläkare vid Solna sjukhem 1922–23, e.o. amanuens, t.f. poliklinikföreståndare och t.f. amanuens vid Serafimerlasarettets nervklinik 1923–24, assistentläkare vid Sahlgrenska sjukhusets i Göteborg medicinska avdelning 1924–25, extra läkare där 1925, amanuens på samma avdelning 1926–28, blev andre läkare där 1929 och var t.f. överläkare där oktober 1932.